# Lynne Spears
Lynne Irene Spears (nascida Lynne Bridges, Magnolia, Mississippi, 4 de maio de 1955) é uma romancista americana, autora e mãe das cantoras pop americanas Britney e Jamie Lynn Spears e do produtor de cinema e televisão Bryan Spears.
Spears possuía e gerenciava uma creche infantil em Kentwood, Louisiana. Sua filha Britney se juntou ao programa O Clube do Mickey nas duas últimas temporadas em 1993. 
Lynne Spears co-escreveu vários livros com sua filha mais velha, Britney. O primeiro, Heart to Heart, foi publicado em 2000, sendo um livro biográfico sobre Britney. Outro livro, intitulado A Mother's Gift, foi publicado por Britney e sua mãe um ano depois. Seu terceiro romance, Through the Storm: A Real Story of Fame and Family in a Tabloid World, foi publicado em setembro de 2008.